# Ga Phong Phú

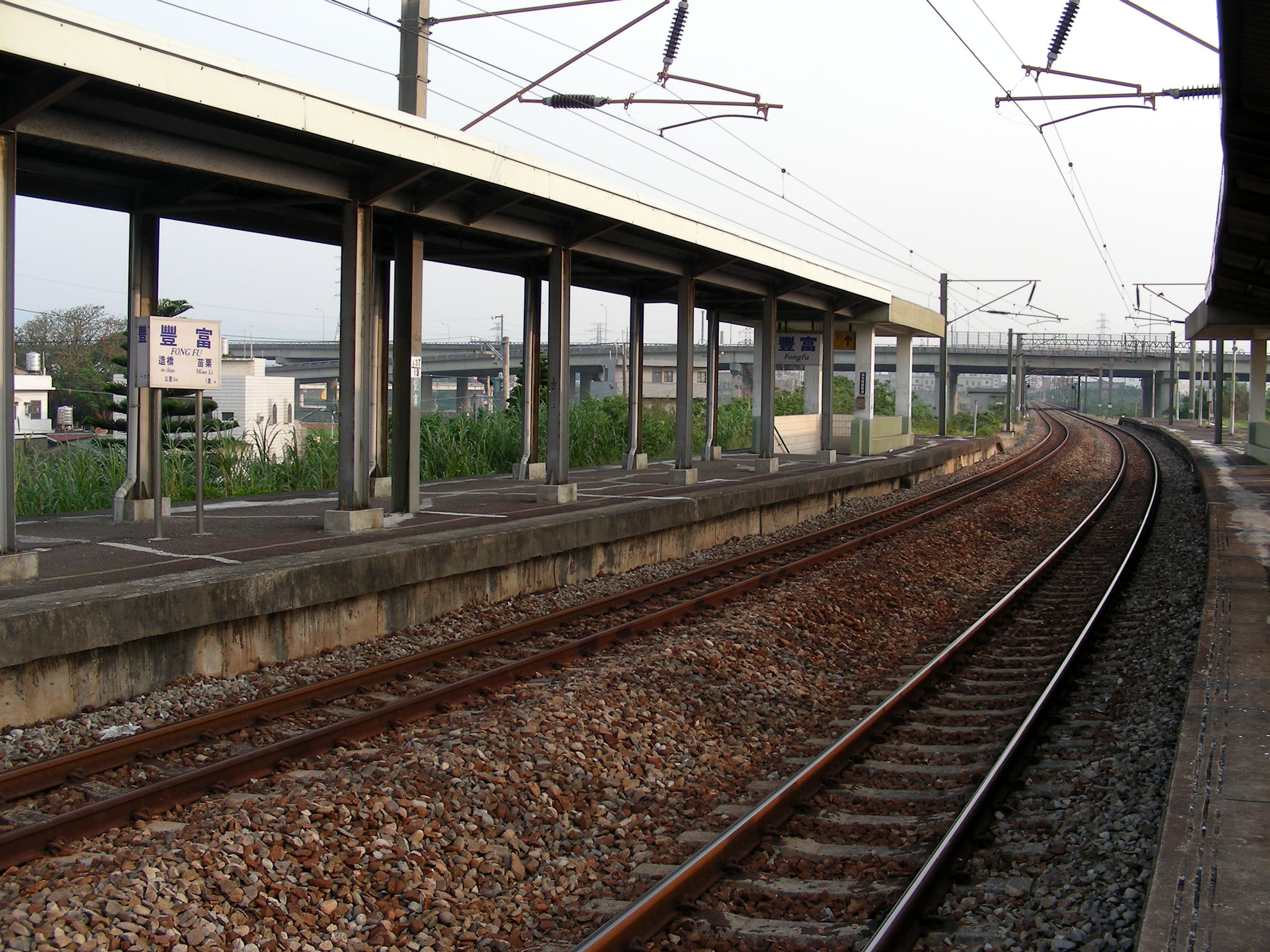
Sân ga Phong Phú

Ga Phong Phú (tiếng Trung: 豐富車站; bính âm Hán ngữ: Fēngfù Chēzhàn; bính âm thông dụng: Fongfù Chejhàn) là ga đường sắt của Cục Đường sắt Đài Loan nằm ở thị trấn Hậu Long, huyện Miêu Lật, Đài Loan. Trạm này là trạm TRA gần nhất đến ga đường sắt cao tốc Miêu Lật.

## Lịch sử
Nhà ga được khai trương vào ngày 25 tháng 5 năm 1903.

## Xung quanh nhà ga
- Nhà tròn Hakka
- Ga đường sắt cao tốc Miêu Lật